# Jebsen Point
Der Jebsen Point ist eine Landspitze an der Westseite von Signy Island im Archipel der Südlichen Orkneyinseln. Er liegt dort an der Südseite des Port Jebsen.
Der Name der Landspitze erscheint erstmals auf einer Landkarte, die auf den Vermessungen der Südlichen Orkneyinseln durch den norwegischen Walfängerkapitän Petter Sørlle zwischen 1912 und 1913 basiert. Wahrscheinliche Namensgeber sind Bernhard und Wilhelm Jebsen, Walfangunternehmer aus dem norwegischen Bergen, deren Schiff Tioga im Jahr 1913 unweit der Landspitze sank.